# Вышинский, Юрий Михайлович
Ю́рий Миха́йлович Выши́нский (24 сентября 1923, Златоуст — 10 января 1990, Москва) — советский кинорежиссёр, сценарист. Заслуженный деятель искусств РСФСР (1983). Член КПСС с 1949 года.

## Биография
Родился 24 сентября 1923 года в г. Златоусте Челябинской области. После окончания средней школы поступил в Одесский институт инженеров водного транспорта. 15 июля 1941 года добровольно вступил в ряды Красной Армии, стал курсантом авиашколы в городе Ростове-на-Дону, а затем — лётчиком-истребителем Второго гвардейского истребительного Ленинградского авиационного корпуса. В январе 1945 года во время боевого вылета получил тяжёлое ранение. После окончания войны, в 1945 году поступил во Всесоюзный государственный институт кинематографии (ВГИК), где обучался в мастерской И. А. Савченко, окончил режиссёрский факультет с отличием в 1951 году. Работал на киностудиях им. А. П. Довженко и им. А. И. Горького, с 1953 года — на «Мосфильме».
Первая режиссёрская работа — полнометражный цветной приключенческий фильм «В квадрате 45» — о работе лётчиков в мирное время. С 1956 по 1960 год дублировал более двадцати художественных фильмов, снял полнометражную документальную картину «Наш район».
В апреле 1962 года, в первую годовщину полёта Юрия Гагарина, на экраны вышла киноновелла Вышинского «Подводная лодка», действие которой разворачивается на американской субмарине у берегов Кубы во время первого полёта человека в космос.
В 1963 году увидела свет чёрно-белая киноновелла «Аппасионата», снятая по мотивам очерка Максима Горького «В. И. Ленин». Телевизионный вариант этого фильма получил Второй приз в разделе драматических фильмов Международного телефестиваля в городе Александрии (Египет) в 1963 году. Тему революции продолжил полнометражный художественный фильм «Залп „Авроры“» (1965).
В 1970 году режиссёр вновь обращается к жанру приключенческого фильма и создаёт киноленту «Когда расходится туман» по мотивам одноимённой повести Анатолия Клещенко, а в 1974 году осуществляет экранизацию пьесы Александра Штейна «Океан» о советских моряках.
Последний фильм Вышинского о гениальном русском шахматисте Александре Але́хине «Белый снег» России (1980) — результат многолетнего сбора материалов о судьбах ярких представителей послереволюционной эмиграции (первоначальный сценарий был посвящён трём ярким фигурам русского зарубежья — А. Вертинскому, А Куприну и А. Алехину) — поднимает такие темы как Человек и Родина, Гражданин и Художник.
Был женат дважды; две дочери. Вторая жена — Эльза Романовна Агабабова.
Умер в 1990 году. Похоронен на Хованском кладбище.

## Фильмография

### Режиссёр
1. 1955 — В квадрате 45
2. 1961 — Подводная лодка (к/м)
3. 1963 — Аппасионата (к/м)
4. 1965 — Залп «Авроры»
5. 1970 — Когда расходится туман
6. 1973 — Океан
7. 1980 — Белый снег России

### Сценарист
1. 1961 — Подводная лодка (к/м)
2. 1963 — Аппасионата (к/м)
3. 1965 — Залп «Авроры»
4. 1980 — Белый снег России

### Актёр
1. 1968 — Освобождение (фильм 1-й: Огненная дуга) — генерал-лейтенант Казаков